# شابن روز
شابن روز هو سياسي أمريكي، ولد في 17 ديسمبر 1973 في جاكسونفيل في الولايات المتحدة. نشط حزبياً في الحزب الجمهوري. وقد انتخب عضو مجلس نواب إلينوي ‏.